# Imma Tubella i Casadevall

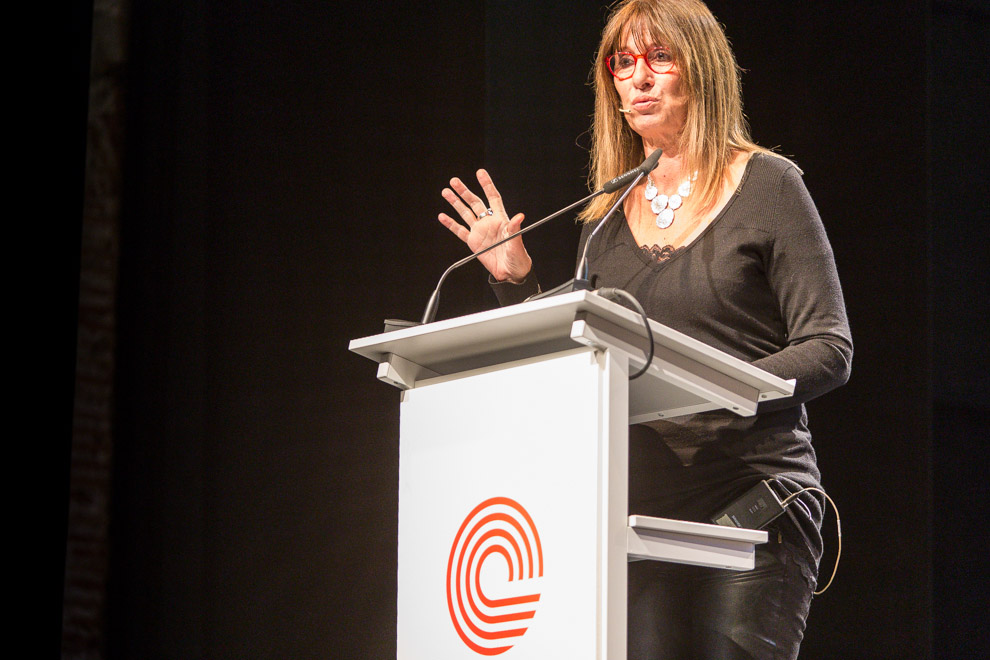
Imma Tubella, a la Catosfera 2015

Imma Tubella Casadevall (la Bisbal d'Empordà, 10 de febrer del 1953) és doctora en Ciències Socials i Catedràtica de Comunicació de la Universitat Oberta de Catalunya, de la qual va ser rectora. També és titular de la Càtedra sobre Educació i Tecnologia del Collège d'Études Mondiales de París.
Especialista en comunicació, ha estat membre del Consell d'Administració de la Corporació Catalana de Ràdio i Televisió del 2000 al 2003, membre de la Comissió Assessora sobre Telecomunicacions i Societat de la Informació del Departament d'Universitats, Investigació i Societat de la Informació de la Generalitat de Catalunya (2000-2003), vicepresidenta de la Societat Catalana de Comunicació de l'Institut d'Estudis Catalans (1995-2000) i professora d'Estructura internacional de l'audiovisual de la Universitat Autònoma de Barcelona.
Va ser nomenada rectora de la Universitat Oberta de Catalunya l'any 2005, i va ocupar el càrrec fins al 2013, quan va ser succeïda per Josep A. Planell i Estany. Va presidir l'Associació Catalana d'Universitats Públiques durant el curs 2009-2010. És assessora d'Endesa a Catalunya.
El novembre de 2023 fou designada membre del consell assessor de la Corporació Catalana de Mitjans Audiovisuals pel Parlament de Catalunya, a proposta conjunta de PSC, ERC, Junts i En Comú Podem.

## Obres
Amb Eduard Vinyamata Camp ha escrit:
- Les nacions de l'Europa capitalista (1977)
- Cuba es de todos 1898-1998 (1998)
- Diccionari del nacionalisme (1978)
- Catalunya/Katalonien/Cataluña/La Catalogne (1982)
- Determinació de Catalunya : projecte nacional i globalització : el poder de la voluntat (2002)

Amb Manuel Castells i altres:
- La Societat Xarxa a Catalunya (2003)
- The Network Society (2004)
- La transición a la Sociedad Red (2007)

També ha escrit:
- Sociedad del conocimiento, amb Jordi Vilaseca i Requena.
- Jaume Compte i el Partit Català Proletari (1978)
- Televisió i identitat cultural. El repte de la TV pública a Europa (1992)
- La programación cultural de las televisiones autonómicas (1995)
- Somiar Amèrica. Televisió i identitat als Estats Units
- "Internet y Televisión: La guerra de las pantallas" (2007) (també en català)
- "Turning the University Upside Down" (2011) (també en català i castellà)

### Ficció
- Un secret de l'Empordà (novel·la) (2016)
- A cavall del vent (2019)
- Els insubmisos del mar (novel·la) (Premi Nèstor Luján de novel·la històrica 2021)
- Una història per a tu (2023)